# Петро-Ивановка
Пе́тро-Ива́новка (укр. Петро-Іванівка) — село,
Петро-Ивановский сельский совет,
Двуречанский район,
Харьковская область, Украина.
Код КОАТУУ — 6321884001. Население по переписи 2001 года составляет 256 (116/140 м/ж) человек.
Является административным центром Петро-Ивановского сельского совета, в который, кроме того, входят сёла
Митрофановка,
Нововасилевка,
Новомлынск и
Фиголевка.

## Географическое положение
Село Петро-Ивановка находится на левом берегу реки Верхняя Двуречная, выше по течению в 2-х км расположено село Нововасилевка, ниже по течению в 2-х км — село Фиголевка, на противоположном берегу село Митрофановка.

## История
- 1899 — дата основания.

## Экономика
- В селе есть молочно-товарная ферма.
- «Украина», сельхозпредприятие ЧП.

## Объекты социальной сферы
- Школа.
- Клуб.